# Супруты
Супруты — село в Щёкинском районе Тульской области России. Входит в состав Крапивенского сельского поселения.
Раньше на месте села Супруты было Супрутское городище. В 1780 году в селе иждивением помещицы Марьи Михайловны Нарышкиной построен храм Воскресения Христова (ныне заброшен). В 1884—1893 годах в церковном доме работала церковно-приходская школа, которая из-за нехватки средств была преобразована в школу грамоты.

## Население
| 2010 |
| ---- |
| 47   |